# 真珠と未亡人
『真珠と未亡人』（しんじゅとみぼうじん、原題：英語: The Last of Mrs. Cheyney）は、1937年に製作・公開されたアメリカ合衆国の映画である。

## 概要
1925年にロンドンで初演されたフレデリック・ロンズデールの戯曲『チェイニー夫人の最後』の映画化であり、リチャード・ボレスラウスキーが監督、ジョーン・クロフォードとウィリアム・パウエル、ロバート・モンゴメリーが主演した。
1929年（ノーマ・シアラー主演）・1951年（グリア・ガースン主演）・1961年（リリー・パルマー主演、西ドイツ映画）にも映画化されている。（いずれも日本では劇場未公開）

## キャスト
- フェイ・チェイニー：ジョーン・クロフォード
- チャールズ：ウィリアム・パウエル
- アーサー・ディリング：ロバート・モンゴメリー
- フランシス・ケルトン：フランク・モーガン

## スタッフ
- 監督：リチャード・ボレスラウスキー
- 製作：ローレンス・ワインガーテン
- 脚本：レオン・ゴードン、サムソン・ラファエルソン、モンクトン・ホッフェ
- 音楽：ウィリアム・アクスト
- 撮影：ジョージ・J・フォルシー
- 編集：フランク・サリヴァン
- 美術：セドリック・ギボンズ
- 衣裳：エイドリアン
- 録音：ダグラス・シアラー